# Stefania Topola
Stefania Topola, z domu Okos (ur. 1939) – najbardziej znana czynna zawodowo kroszonkarka i twórczyni wzoru opolskiego na porcelanie.
Sztuki zdobienia jaj wielkanocnych nauczyła się od matki Marii Warwas. Stosowana przez nią technika stopniowo ulegała zmianie. W latach 80. XX wieku do wydrapywania ornamentu używała brzytwy, a nanoszony przez nią wzór był duży i wyraźny. Od lat 90. XX wieku stosuje nożyki rytownicze, dzięki czemu może tworzyć drobniejsze ornamenty. Jaja barwi farbami do tkanin i cebulanką. Była laureatką wielu edycji wojewódzkich konkursów kroszonkarskich.
W latach 60. XX wieku została wytypowana przez prezesa opolskiej Cepelii, Jana Matyska, do przeprowadzenia pierwszych prób zastosowania techniki rytowniczej na naczyniach porcelitowych, a następnie na porcelanie. Wzornictwo, jakie stosowała, odnosiło się do tradycyjnych motywów z kroszonek. Najczęściej używała barwy czerwonej i niebieskiej. Do najbardziej znanych innowacji wprowadzonych przez twórczynię był cieszący się do dziś popularnością motyw szlaczka. Wielokrotnie uczestniczyła z pokazach zdobienia porcelany na imprezach krajowych i zagranicznych. 
W latach 1994–2013 pełniła funkcję prezesa Opolskiego Oddziału Stowarzyszenia Twórców Ludowych.
Mieszka w Opolu-Grudzicach.